# Народна партия (Исландия)
Вижте пояснителната страница за други значения на Народна партия.
Народната партия (на исландски: Flokkur fólksins) е политическа партия в Исландия, основана през 2016 г. от Инга Селанд. Уставът на партията гласи, че тя има за цел да се бори за исландците, които страдат от „несправедливост, дискриминация, липса на права и бедност“.

## Участия в избори

### Парламентарни избори
| Избори | Гласове | %    | Места  | +/– | Позиция |
| ------ | ------- | ---- | ------ | --- | ------- |
| 2016   | 6 707   | 3,54 | 0 / 63 | 0   | 8       |
| 2017   | 13 502  | 6,88 | 4 / 63 | 4   | 7       |
| 2021   | 17 672  | 8,90 | 6 / 63 | 2   | 5       |